# Ponticola gorlap
A Ponticola gorlap a csontos halak (Osteichthyes) főosztályának a sugarasúszójú halak (Actinopterygii) osztályába, ezen belül a sügéralakúak (Perciformes) rendjébe, a gébfélék (Gobiidae) családjába és a Benthophilinae alcsaládjába tartozó faj.

## Előfordulása

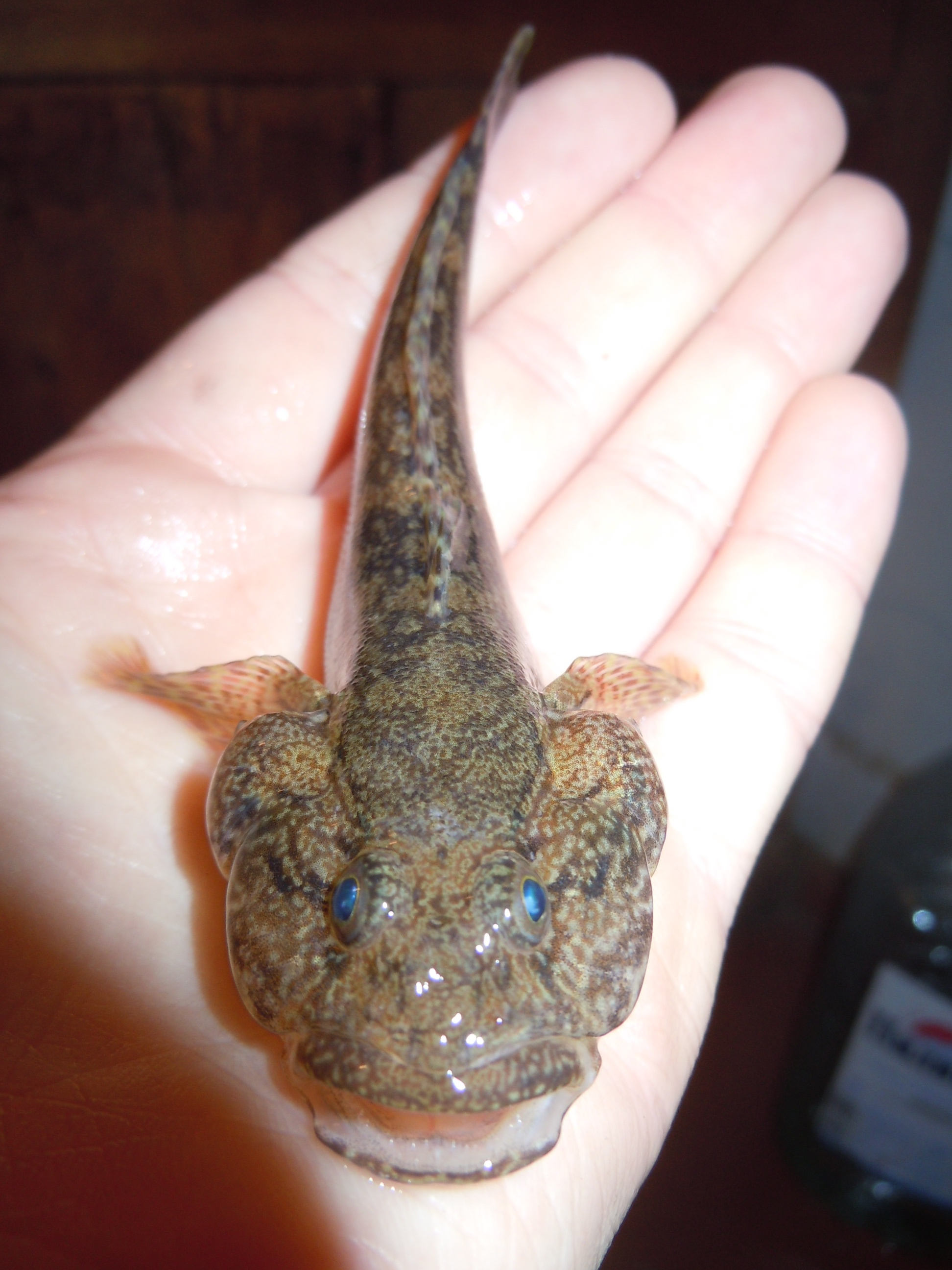
Szemből ...

A Ponticola gorlap eurázsiai gébféle. Az előfordulási területe a Kaszpi-tengerben van. 1977-ben ez a gébfaj, a Volga folyón felúszva élérte Asztrahán. 1972-ben a Donba is bejutott, a Don-Volga-csatornának köszönhetően. Az új élőhelyein inváziós fajnak bizonyult.

## Megjelenése
Ez a gébféle általában 12 centiméter hosszú, de akár 20 centiméteresre is megnőhet. Tarkóján és hátának elülső részén nagyobbak a pikkelyek. Egy hosszanti sorban 68-72 pikkely van. Pofája 1,5-1,6-szor, míg a szemek közti rész 0,8-0,9-szer hosszabb, mint szemének az átmérője. Az első hátúszóján nincs fekete folt. A Kessler-gébtől (Ponticola kessleri) a pikkelyek mérete és a pikkelyezettség mértéke különbözteti meg.

## Életmódja

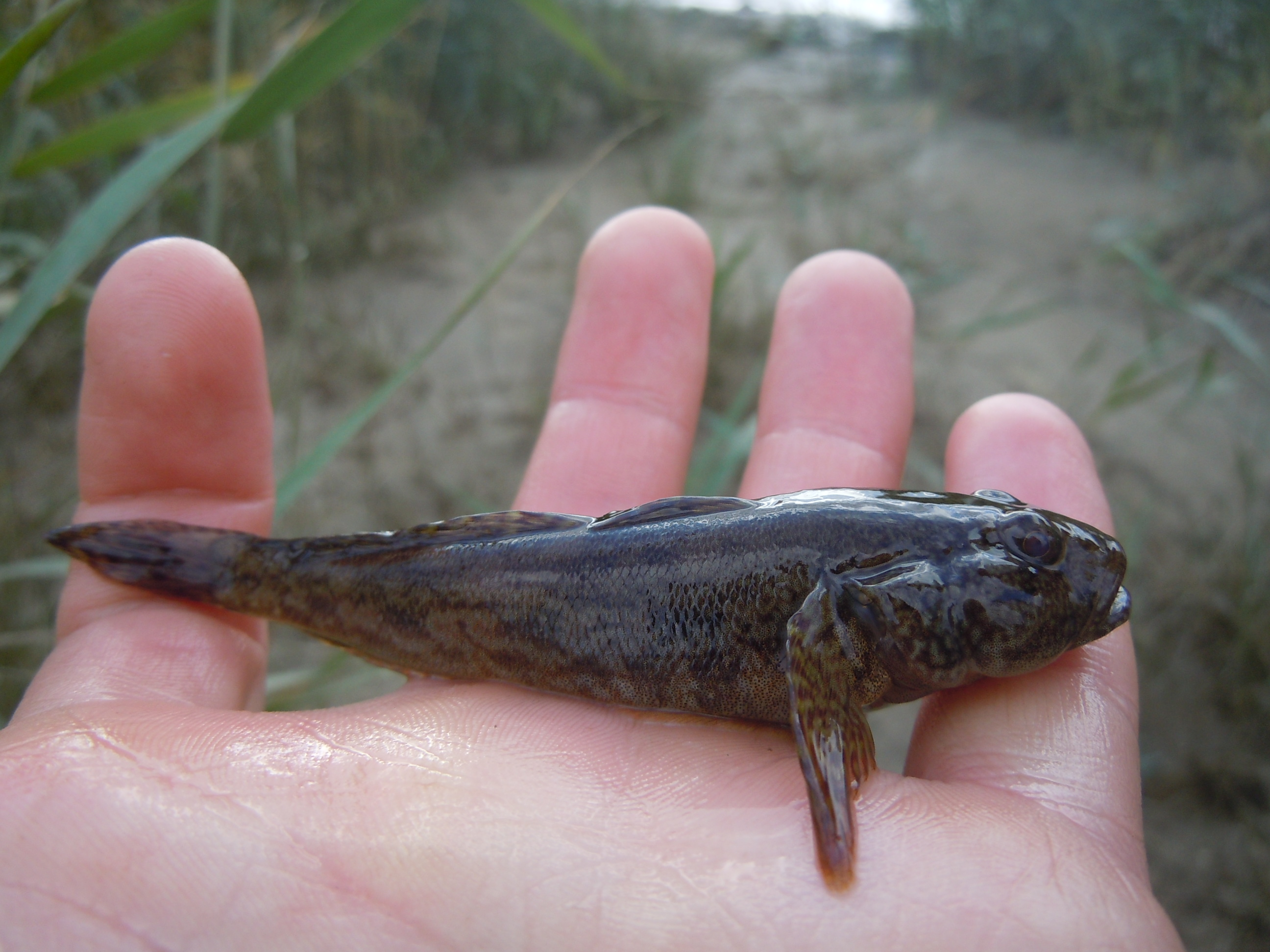
... és oldalról

A Ponticola gorlap mérsékelt övi gébféle, amely egyaránt megél az édes-, sós- és brakkvízben is. Emiatt megtalálható a lagúnákban, a partmenti tavakban, nagy folyókban és kikötőkben is. Fenéklakó halként a köves, törmelékes és homokos aljzatot keresi, főleg ha dús vízinövényzet van rajta. Tápláléka inkább kisebb halakból áll, de gerincteleneket is fogyaszt.

## Szaporodása
A nőstény 1, míg a hím 2 évesen válik ivaréretté. Az ívási időszaka április-májustól júliusig tart. A ragadós ikrákat puhatestűek elhagyott házaira, vagy vízinövényekre rakja le a nőstény. A hím őrzi és gondozza őket, kikelésükig.